# Peugeot Type 190
La Peugeot 5 CV  (type 190 S) est une automobile fabriquée par Peugeot de 1928 jusqu'à 1931.

## Historique
Ultime version de la 5 CV, vitesse 60 km/h, ce modèle est l'un des derniers modèles de la marque à être équipé d'une carrosserie à armature en bois.

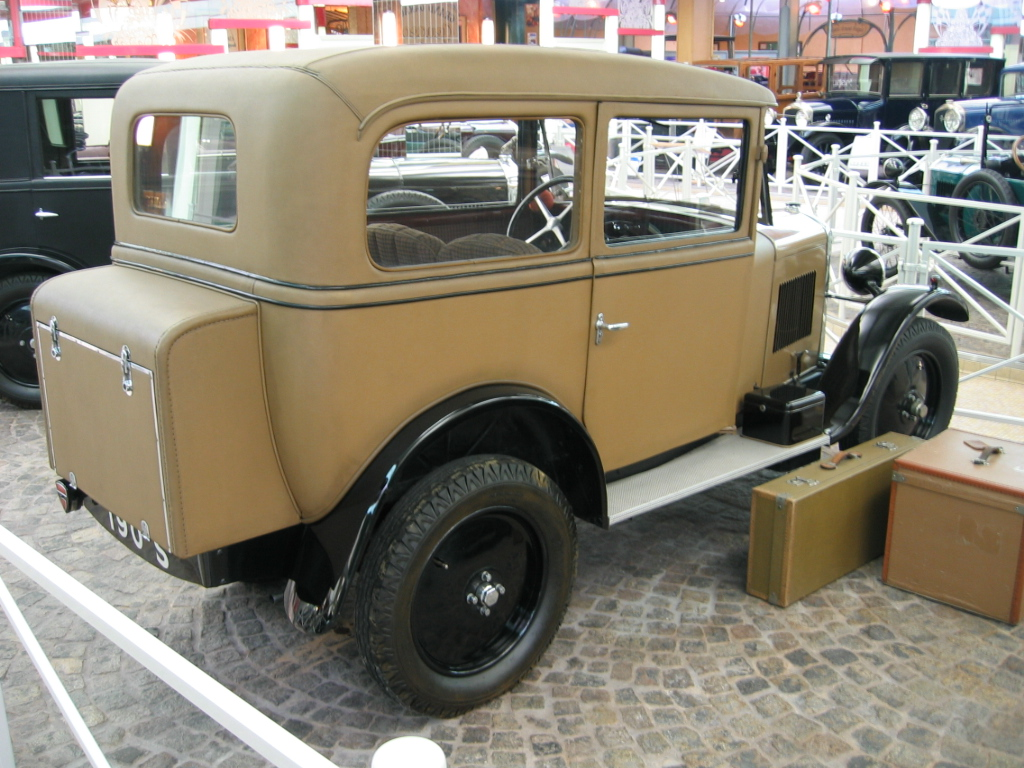